# Nonhyeon-dong, Seoul
Nonhyeon-dong là một phường của Gangnam-gu ở Seoul, Hàn Quốc. Nó nằm tiếp giáp với Apgujeong và Sinsa-dong mở phía Bắc, Samseong-dong ở phía Đông Bắc, và Yeoksam-dong ở phía Nam.

## Liên kết
- (tiếng Hàn) Nonhyeon 1-dong resident center site Lưu trữ ngày 18 tháng 10 năm 2007 tại Wayback Machine
- Bản đồ Gangnam-gu Lưu trữ ngày 12 tháng 2 năm 2007 tại Wayback Machine